# Ende Gelände
Ende Gelände je souhrnné označení protestních akcí proti hnědouhelnému průmyslu v Německu. Od roku 2015 je každoročně organizuje hnutí Ende Gelände. Jde o masivní protestní akce, využívající formu občanské neposlušnosti.

## Historie

### Ende Gelände 2015
První protest rámovaný jako Ende Gelände se uskutečnil 15. srpna 2015 v hnědouhelném dole Garzweiler na severozápadě Německa. Důl, vlastněný společností RWE, je považovaný za největší zdroj emisí v Evropě. Mezi 7. a 17. srpnem se poblíž konal Klimakemp s letní školou nerůstu a klimatické spravedlnosti. V den akce se 1500 aktivistů a aktivistek pokusilo vstoupit do dolu Garzweiler, policie posléze hovořila o 805 osobách, které pronikly do oblasti. V důsledku toho se podařilo zablokovat tři ze sedmi rypadel v dole, další z bezpečnostních důvodů stála. Blokáda byla ještě ten den odpoledne ukončena policisty, kterých bylo na místě 1200.

### Ende Gelände 2016
V roce 2016 se Ende Gelände uskutečnilo v Lužici mezi 13. a 15. květnem. Cílem byl povrchový důl Welzow-Süd a přilehlá hnědouhelná elektrárna Schwarze Pumpe. Oboje tehdy vlastnila společnost Vattenfall, vlastněná švédskou vládou. Protesty měly za cíl zabránit prodeji infrastruktury do soukromého sektoru. Podle Ende Gelände měl Vattenfall namísto prodeje hradit škody způsobené těžbou uhlí a elektrárnu zavřít. V září 2016 je navzdory protestům zakoupila společnost EPH.
Lužického klimakempu se zúčastnilo přes 4000 lidí, protestů následně zhruba 3500. Ty trvaly 48 hodin, přičemž se podařilo na 24 hodin zablokovat dodávky uhlí do elektrárny. Ta byla nucena po dobu protestu snížit svou výrobu na 20 % kapacity. Akce byla organizátory vnímaná jako "největší akce občanské neposlušnosti proti fosilním palivům"

### Ende Gelände 2017
První Ende Gelände roku 2017 se konalo mezi 25. a 27. srpnem poblíž města Erkelenz na severozápadě Německa, protestů se v průběhu dní zúčastnilo celkem zhruba 5000 aktivistů a aktivistek. Cílem byla infrastruktura navazující na důl Garzweiler, konkrétně koleje, po kterých se hnědé uhlí převáží do elektráren Neurath a Frimmersdorf. Krom toho zhruba 3500 demonstrujících vytvořilo lidský řetěz poblíž dolu Hambach, taktéž vlastněném RWE.
Tentýž rok se 5. listopadu konaly další protesty při příležitosti Konference OSN o změně klimatu (COP23), konané v Bonnu. Přes 4000 aktivistů a aktivistek se pokusilo dostat do dolu Hambach, což se několika stovkám podařilo. Cílem bylo poukázat na to, že "pro opravdovou ochranu klimatu je potřeba zastavit těžbu fosilních paliv".

### Ende Gelände 2018
Mezi 26. a 28. říjnem 2018 se uskutečnilo Ende Gelände opět v Rýnském hnědouhelném revíru. Protesty byly masivnější než předchozí roky, zúčastnilo se jich okolo 6500 aktivistů a aktivistek. Tento rok byly těsně spjaty s rezistencí za zachování Hambašského lesa a cílily na uhelnou infrastrukturu v jeho okolí. Výsledkem byla více než 24 hodin trvající blokáda kolejí vedoucích z Hambašského dolu, čímž se přerušil jeho transport do elektráren. V blokádě bylo podle hnutí zhruba 4000 osob, z nichž většina po ukončení protestu místo opustila.

### Ende Gelände 2019
První Ende Gelände roku 2019 se uskutečnilo v červnu, a jeho výsledkem byla 45 hodin trvající blokáda zásobování elektrárny Neurath uhlím. Protestující prosazovali rychlejší konec těžby uhlí než v současnosti přijímaný rok 2038. V sobotu 22. června se konal i souběžný protest, navazující na páteční demonstraci hnutí Fridays for Future v Cáchách; byl na okraji dolu u obce Keyenberg, která je ohrožena postupující těžbou. Celkem se akcí zúčastnilo zhruba 7000 osob, z nichž asi 2000 blokovalo důl Garzweiler.
Další Ende Gelände se konalo 30. listopadu v Lužici. Aktivisté a aktivistky cílili na povrchové doly Welzow-Süd, Jänschwalde a Schleenhein. Blokády dolů trvaly několik hodin, poté byly plánovaně ukončeny. Protestů se podle Ende Gelände zúčastnilo asi 4000 osob. Akce se opět konaly v návaznosti na globální stávku za klima, které se den předtím zúčastnilo jen v Německu zhruba 630 000 lidí.